# 国家博物馆站
国家博物馆站（原先称为吉隆坡中央车站 (捷运站)）位於吉隆坡国家博物馆附近，是巴生谷加影线的其中一个地下捷运车站。
本站属于双溪毛糯－加影线第二阶段线路，于2017年7月17日開始通行。

## 历史
马来西亚国家博物馆曾经是雪兰莪博物馆的所在地。而在马来亚独立后政府便在这里建立更大的博物馆，于1963年8月31日（马来西亚成立前夕）正式对外开放。馆内主要陈列关于马来西亚历史的藏品。
沿国家博物馆的捷运站与其他双溪毛糯－加影线车站同时于2012年左右开始施工。国家博物馆捷运站在2017年7月17日与其他第二阶段车站开通。本站為地下車站，而捷运站的主題风格為「变迁」（Transition），主要叙述马来西亚丰富的文化遗产与先进的未来发展。本站墙上和柱子也展示着马来西亚各式交通工具如巴士、计程车和火车等的发展演变史和旧照片，让来往的乘客能够了解其历史。其色调则以 （绿色）为主，天花板上的五角星燈管也非常引人注目。

### 站内换乘
尽管官方指定本站为吉隆坡中央车站和捷运的交汇站，但本站并没有设立直达中央车站的付费区通道。这是因为本站位于中央车站外围，而每条线路也各自拥有自己的运营公司和车票。
本站的其中一个入口位于国家博物馆前（入口A），另一个入口位于白沙罗路右侧的吉隆坡瑞吉酒店和吉隆坡中央车站（入口B）。
本站位于地下24米，可通过一条位于白沙罗路下的地下通道（过后为高架通道）直达吉隆坡中央车站。 。

## 车站周边
- 国家博物馆
- 国家天文馆
- 吉隆坡湖滨公园：吉隆坡湖滨公园还包括飞禽公园、胡姬园、木槿花园、蝴蝶公园、草药园、鹿园等。公园周围也有马来西亚次任首相敦拉萨故居、皇家警察博物馆、国家天文馆和国家纪念碑等。[13]

## 图片集

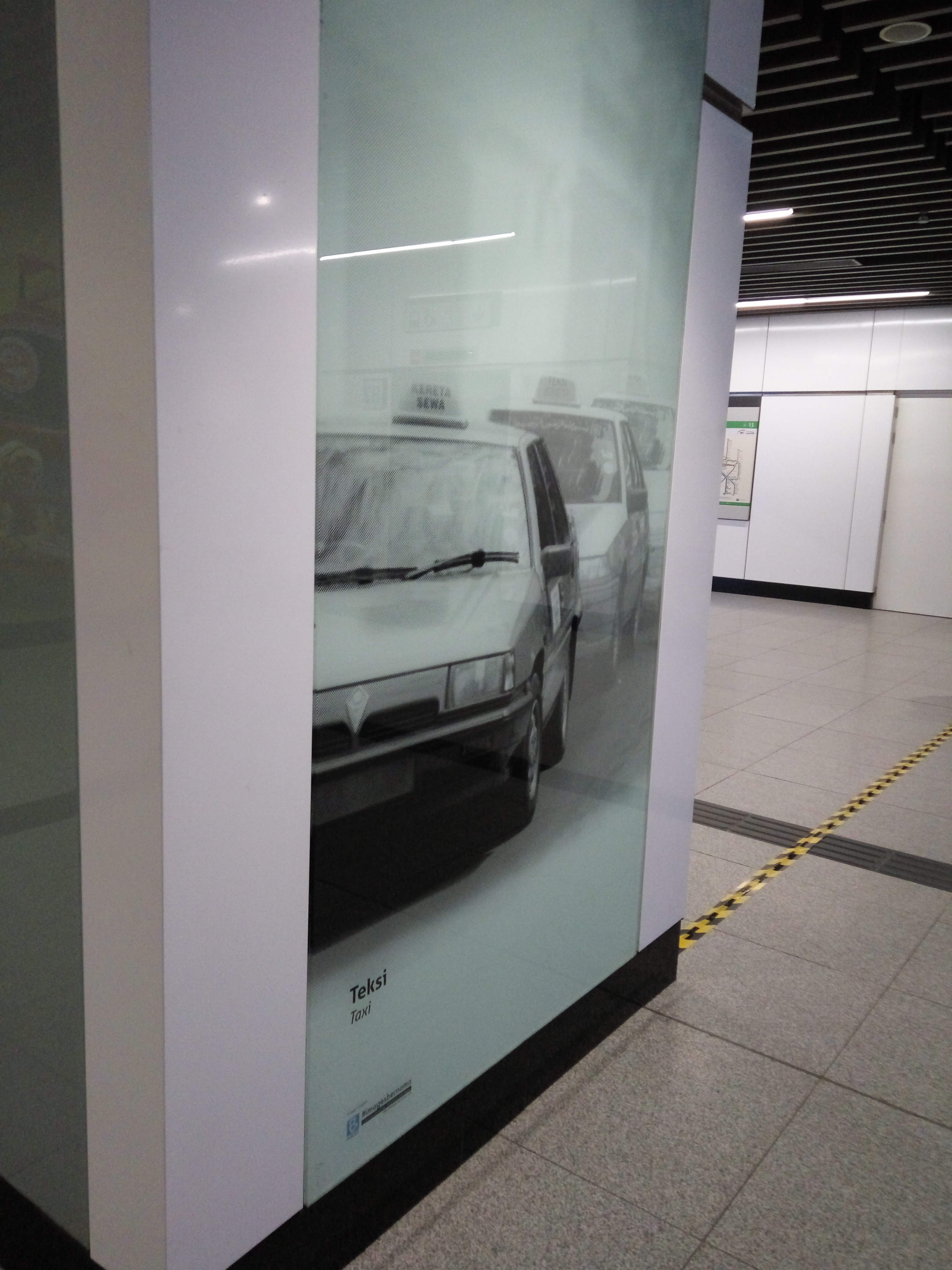